# 曼克山
85°28′S 144°42′W / 85.467°S 144.700°W
曼克山（英語：Mount Manke）是南極洲的山峰，位於瑪麗伯德地，處於哈洛德伯德山脈的東端，海拔高度900米，美國地質調查局根據測量和該國海軍的空中照片繪入地圖，現時由南極條約體系管理。